# جوكا غوستافسون
جوكا غوستافسون (بالفنلندية: Jukka Gustafsson)‏ هو لاعب كرة قدم وسياسي فنلندي، ولد في 2 يناير 1947 في توركو في فنلندا. حزبياً، نشط في الحزب الاشتراكي الديمقراطي الفنلندي.

## مناصب
- انتخب عضو برلمان فنلندا  [لغات أخرى]‏ عن دائرة Pirkanmaa (parliamentary electoral district) [الإنجليزية]‏ وقد انضم خلال فترته النيابية ‏ للكتلة البرلمانية Social Democratic Parliamentary Group  [لغات أخرى]‏.
- انتخب عضو برلمان فنلندا  [لغات أخرى]‏ عن دائرة Pirkanmaa (parliamentary electoral district) [الإنجليزية]‏ وقد انضم خلال فترته النيابية  [لغات أخرى]‏ للكتلة البرلمانية الحزب الاشتراكي الديمقراطي الفنلندي.
- انتخب عضو برلمان فنلندا  [لغات أخرى]‏ عن دائرة Pirkanmaa (parliamentary electoral district) [الإنجليزية]‏ (1987 – ).
- في 2017 Tampere municipal election ‏، انتخب عضو مجلس بلدية  [لغات أخرى]‏ تامبيري (1976 – ).
- انتخب وزير التعليم والثقافة [الإنجليزية]‏ (22 يونيو 2011 – 24 مايو 2013).

## وصلات خارجية
- الموقع الرسمي